# アレクサンドル・ラザレフ
アレクサンドル・ニコラエヴィチ・ラザレフ（ロシア語: Алекса́ндр Никола́евич Ла́зарев, ラテン文字転写: Alexander Nikolaevich Lazarev, 1945年7月5日 - ）は、ロシア出身の指揮者。

## 人物・来歴
- 1945年、モスクワ生まれ。同地の音楽学校を卒業後、サンクトペテルブルク音楽院でムラヴィンスキー、モスクワ音楽院でレオ・ギンズブルクに師事した。
- 1971年 全ソ連指揮者コンクールで優勝。
- 1972年 カラヤン国際指揮者コンクールで優勝。
- 1973年 ボリショイ劇場指揮者に就任。
- 1985年 ムラヴィンスキーの後継者としてレニングラード・フィルハーモニー交響楽団（現・サンクトペテルブルク・フィルハーモニー交響楽団）の次期首席指揮者候補として名が挙がり、国際的な知名度を得る。他にはエドワルド・セーロフを含む4人が挙がった。
- 1987年-1995年、ボリショイ劇場の音楽監督・首席指揮者に昇格し、また指揮者としては30年以上ぶりに劇場自体の芸術総監督の任にもあった。
- 1988年-1993年、デュースブルク・フィルハーモニー管弦楽団音楽総監督。
- 1992年-1995年、BBC交響楽団首席客演指揮者。
- 1995年 突如、ボリショイ劇場を含めた大規模な政争に巻き込まれ、来日公演直前にボリショイ劇場をはじめとする全ての任を解かれる。ボリショイ劇場来日公演はラザレフのみ来日中止とし、公演は指揮者を変更してすべて予定通りに行われた。この電撃解任は彼の前に指揮者として劇場の芸術総監督も務めたゴロワノフと同じ運命を彷彿とさせるものがあったという。
- 1997年-2005年、ロイヤル・スコティッシュ・ナショナル管弦楽団首席指揮者を務め、現在は名誉指揮者の称号を贈られている。
- 2008年-2016年、日本フィルハーモニー交響楽団首席指揮者。2016年9月より同交響楽団桂冠指揮者 兼 芸術顧問に就任[1]。
- 2009年　ボリショイ劇場のコンダクター・イン・レジデンスに列して関係を修復した。

## 指揮活動
レニングラード・フィルハーモニー交響楽団、フィルハーモニア管弦楽団、ロンドン・フィルハーモニー管弦楽団、ベルリン・フィルハーモニー管弦楽団、ミュンヘン・フィルハーモニー管弦楽団、バイエルン放送交響楽団、フランス国立管弦楽団、ロイヤル・コンセルトヘボウ管弦楽団、ミラノ・スカラ座管弦楽団、オスロ・フィルハーモニー管弦楽団、スウェーデン放送交響楽団、クリーブランド管弦楽団、モントリオール交響楽団をはじめとする数多くのオーケストラを指揮しているほか、ベルギー王立劇場、リヨン国立歌劇場、バイエルン国立歌劇場などのオペラハウスにも客演している。
日本ではNHK交響楽団、読売日本交響楽団そして日本フィルハーモニー交響楽団に客演し、読売日本交響楽団とは来日時に数度録音も行っている。
上記の通り、2008年9月より日本フィルハーモニー交響楽団首席指揮者に就任し、プロコフィエフの全交響曲連続演奏会に取り組み、2012年10月の交響曲第6番にて完了した。2010年12月、日本フィルとの契約期間を2016年シーズンまで延長することに合意し、2011年から2013年までの2シーズンでラフマニノフの主要管弦楽作品連続演奏会に取り組むことが決定した。
2009年10月4日、モスクワ音楽院においてボリショイ劇場管弦楽団（ボリショイ交響楽団）を指揮して同劇場に復帰。常任指揮者として継続的な関係を持つことになった。